# To je vražda, napsala
To je vražda, napsala (v anglickém originále Murder, She Wrote) je americký televizní seriál, v němž hlavní roli spisovatelky a amatérské detektivky Jessicy Fletcherové ztvárnila britsko-americká herečka a zpěvačka Angela Lansburyová. Seriál se vysílal v letech 1984 až 1996 na stanici CBS v celkem dvanácti sériích o 264 epizodách. Po jeho skončení byl následován čtyři televizními filmy a volným pokračováním v podobě seriálu The Law & Harry McGraw.
Seriál i hlavní herečka si za dvanáct let vysílání vysloužili řadu ocenění a nominací, včetně Zlatých glóbů či cen Emmy.

## Vysílání
| Řada | Díly | Premiéra v USA | Premiéra v USA  | Premiéra v ČR  | Premiéra v ČR |
| Řada | Díly | První díl      | Poslední díl    | První díl      | Poslední díl  |
| ---- | ---- | -------------- | --------------- | -------------- | ------------- |
| 1    | 22   | 30. září 1984  | 21. dubna 1985  | 11. ledna 1995 | vysíláno      |
| 2    | 22   | 29. září 1985  | 18. května 1986 | vysíláno       | vysíláno      |
| 3    | 22   | 28. září 1986  | 10. května 1987 | vysíláno       | vysíláno      |
| 4    | 22   | 20. září 1987  | 8. května 1988  | vysíláno       | vysíláno      |
| 5    | 22   | 23. října 1988 | 21. května 1989 | vysíláno       | vysíláno      |
| 6    | 22   | 24. září 1989  | 20. května 1990 | vysíláno       | vysíláno      |
| 7    | 22   | 16. září 1990  | 12. května 1991 | vysíláno       | vysíláno      |
| 8    | 22   | 15. září 1991  | 17. května 1992 | vysíláno       | vysíláno      |
| 9    | 22   | 20. září 1992  | 16. května 1993 | vysíláno       | vysíláno      |
| 10   | 21   | 12. září 1993  | 22. května 1994 | vysíláno       | vysíláno      |
| 11   | 21   | 25. září 1994  | 14. května 1995 | vysíláno       | vysíláno      |
| 12   | 24   | 21. září 1995  | 19. května 1996 | vysíláno       | vysíláno      |

## Nominace a ocenění
Zlatý Globus (tučně je vyznačena proměněná nominace)
- 1995 – Angela Lansburyová (Nejlepší herečka v seriálu – drama)
- 1993 – Angela Lansburyová (Nejlepší herečka v seriálu – drama)
- 1992 – Angela Lansburyová (Nejlepší herečka v seriálu – drama)
- 1991 – Angela Lansburyová (Nejlepší herečka v seriálu – drama)
- 1990 – Angela Lansburyová (Nejlepší herečka v seriálu – drama)
- 1990 – Nejlepší televizní seriál – Drama
- 1989 – Nejlepší televizní seriál – Drama
- 1989 – Angela Lansburyová (Nejlepší herečka v seriálu – drama)
- 1988 – Nejlepší televizní seriál – Drama
- 1988 – Angela Lansburyová (Nejlepší herečka v seriálu – drama)
- 1987 – Angela Lansburyová (Nejlepší herečka v seriálu – drama)
- 1987 – Nejlepší televizní seriál – Drama
- 1986 – Nejlepší televizní seriál – Drama
- 1986 – Angela Lansburyová (Nejlepší herečka v seriálu – drama)
- 1985 – Nejlepší televizní seriál – Drama
- 1985 – Angela Lansburyová (Nejlepší herečka v seriálu – drama)

## Filmová pokračování
- To je vražda, napsala: Cestou na jihozápad (1997) ČSFD
- To je vražda, napsala: Smrtonosný příběh (2000) ČSFD
- To je vražda, napsala: Konečně na svobodě (2001) ČSFD
- To je vražda, napsala: Keltská hádanka (2003) ČSFD